# Aszot II Żelazny
Aszot II Żelazny (orm. Աշոտ Բ Երկաթ) – król Armenii z dynastii Bagratydów w latach 914-928, syn króla Symbata I.
Okres jego panowania obfitował w walki z pretendentami do tronu oraz najazdami obcych władców. Dzięki skutecznemu odpieraniu tych niebezpieczeństw uzyskał przydomek „Żelaznego”. W roku 914 udał się do Konstantynopola w celu uzyskania wsparcia od cesarza Konstantyna VII Porfirogenety. Uzyskawszy pomoc bizantyjską odparł nękające Armenię arabskie wojska Jusufa ibn Abu as-Sadża, emira Azerbejdżanu. W roku 922 jego władza królewska w Armenii została uznana przez kalifa.